# Recteur de l'Université de Paris
Le poste de recteur de l'Université de Paris (la Sorbonne) est créé au XIIIe siècle faisant suite à la charte du 15 janvier 1200 donnant un statut officiel à l'Université de Paris. Initialement "Recteur des Nations", celui-ci est élu par les étudiants et les professeurs. Sa position est très différente de celle de chancelier de l'Université (qui cumulait également le rôle de chancelier ecclésiastique de Notre-Dame de Paris, dont la fonction est venu être divisé également avec la création du poste de chancelier de l'abbaye de Sainte-Geneviève). Le recteur représentait uniquement la faculté des arts (alors faculté généraliste), puis après un siècle, était représentant également des trois autres facultés spécialisées (droit, médecine et théologie). À partir du milieu du XIVe siècle, le recteur avait le statut de chef de l'université, mais des pouvoirs limités. Lors de la Révolution en 1789, la loi Le Chapelier entraîne la disparition de l'Université de Paris.
Refondée en 1895, le ministre de l'Instruction publique est de droit le recteur de l'Académie de Paris. Dans les faits, l'Université est dirigée par le vice-recteur de l'Académie de Paris qui devient également président du Conseil de l'Université de Paris.
Le rectorat pour la plupart de son histoire a été une position élue, d'un grand prestige académique, et sous l'Ancien régime, tenu dans la pratique pour un seul mandat d'un an. La réorganisation de 1970 a divisé l'université en treize parties indépendantes.

## Recteurs de l'Université de Paris

### XIIIesiècle
- Guillaume de Saint-Amour
- 1271 Alberic de Reims (election disputed, and a chaotic period of opposition by Siger de Brabant follows)[1]
- 1275 Pierre d'Auvergne

### XIVesiècle
- 1304 Guillelmus Brito[2]
- 1313 Marsile de Padoue
- 1326 Petrus de Dacia[3]
- 1327 Jean Buridan
- 1340 Jean Buridan (second term)
- 1348 Olivier Salahadin, évêque de Nantes[4]
- 1350 Johannes de Muris[5]
- 1351 Jean Diacre[6]
- 1353 Albert de Saxe[7]
- 1355 Adalbertus Ranconis de Ericinio (en)
- 1367 Marsile d'Inghen
- 1371 Marsile d'Inghen (second term)
- 1378 Guillaume Gorran[8]
- 1381 Mathieu Regnauld[9]
- 1383 Jean Voignon[10]
- 1393-5 Mathieu-Nicolas Poillevillain de Clémanges[11]
- 1395 (octobre–décembre), Walter Forrester (en) (future évêque de Brechin)

### XVesiècle
- 1401 (juin) Jacques de Nouvion[12]
- 1403 Pierre Cauchon[13]
- 1405 Gérard de Machet[14]
- 1409 Jean de Beaumont[15]
- 1412 Jean Beaupère[16]
- 1428 Pierre Maurice[16]
- 1430 Thomas de Courcelles[17]
- 1435 Olavi Maununpoika (Olavus Magni), évêque de Turku[18]
- 1439 Guillaume Bouillé[19]
- 1442 Jehan Pluyette[20]
- 1448 Jehan Pluyette
- 1458 Johannes Versoris (en)[21]
- 1467 Guillaume Fichet[22]
- 1468 Jean Heynlin known as De La Pierre or Lapidanus[23]
- 1469 John Ireland (theologian) (en)[24]
- 1473 Cantien Hue[25]
- 1479 Martin de Delft
- 1485 Jan Standonck
- 1485 (octobre–décembre) Johannes Molitor[26]
- 1486 Gillis van Delft[27]
- 1489 Jean Lanternant, Johann Lantmann[28]
- 1491 Guillaume Cappel[29]
- 1492 Bernard Roillet[30]
- 1494 Adam Pluyette[20]

### XVIesiècle
- 1513 Jérôme Aléandre l'Ancien[31]
- 1514? Gilles de Maizières (Aegidius Maserius)
- 1519 Jean Finet[32]
- 1519 Gervasius Waim[33]
- 1520 Jean Tixier de Ravisi (c. 1480–1524)
- 1524 : Robert Bouchigny[34]
- 1525 William Manderston (en)[35]
- 1528 (mars–juin) Nicholas Boissel[36]
- 1528 Bertinus Myss[36]
- 1531 Landéric Maciot[37]
- 1531 Jean de Gaigny[38]
- 1533 Nicolas Cop
- 1534 André de Gouveia
- 1539 Antoine de Mouchy[39]
- 1540 Claude d'Espence[40]
- 1540 Simon Vigor
- 1560 Claude Roillet
- 1564 Michel Marescot
- 1574 Jacques de Cueilly[34]
- 1581 Jean Boucher[41]
- 1584 John Hamilton (controversialist) (en)[42]
- 1586 Jean Filesac[34]
- 1594 Jacques d'Amboise[43]
- Guillaume Rose, évêque de Senlis
- Guy de Saint-Paul
- 1596-1600 John Fraser clerical prior of Beauly Priory 1573-1579, Abbot of Noyon France 1580-1590, Bn 1544, Philorth, Scotland, unanimously elected Rector

### XVIIesiècle
- 1600-9 John Fraser died April 15/16 (Easter Sunday) 1609 : buried at the Church of the Franciscans, Paris, France
- 1646-8 Godefroy Hermant[44]
- 1694 Charles Rollin

### XVIIIesiècle
- 1701 Micheál Ó Mordha (en) (Michael Moore, orMoor)[45],[46]
- Guillaume Dagomer[47]
- 1707-8 Balthazar Gibert, also 1721-3, 1733-6[48]
- 1713, 1717 Michel Godeau[49]
- Edme Pourchot, seven times rector[50]
- 1719 Charles Rollin (second term)
- 1748 Jean-Baptiste Cochet[51]
- 1779-1780 René Binet
- 1789 Jean-Baptiste Dumouchel, évêque constitutionnel de Nîmes en 1790[52]
- 1791-1793 René Binet à nouveau

### XIXesiècle
- Octave Gréard (1879-1902) (président du conseil général des facultés de Paris jusqu'en 1896, puis Présidents du Conseil de l’Université de Paris)

### XXesiècle
- Louis Liard (1902-1917)
- Lucien Poincaré (1917-1920)
- Paul Appell (1920-1925)
- Paul Lapie (1925-1927)
- Sébastien Charléty (1927-1937)
- Gustave Roussy (1er oct. 1937-12 novembre 1940)
- Jérôme Carcopino (13 novembre 1940 - 15 février 1941) (chargé des fonctions)
- Paul Hazard (15 février 1941 - 5 mars 1941)
- Charles Maurain (5 mars 1941 - 30 septembre 1941)
- Gilbert Gidel (1er oct. 1941-19 août 1944), membre du Conseil national de Vichy, il joue son rôle dans la « déjudaïsation » de l'enseignement universitaire français[53].
- Gustave Roussy (20 août 1944-20 août 1947)
- Jean Cabannes
- Jean Sarrailh (1947-1961)
- Jean Roche (1961-1969)